# Szilvási László
Szilvási László (1957. június 30. –) magyar eszperantista, marketing szakember, közgazdász, villamosmérnök, vállalkozó és újságíró.

## Életpályája
1975–1976 között a miskolci Nehézipari Egyetem hallgatója volt. 1976–1982 között a Kijevi Repülőmérnöki Egyetem rádiónavigációs szakán tanult. 1982–1984 között a Pestvidéki Gépgyárban mérnök, 1984–1986 között nemzetközi kapcsolatok referens volt. 1983–1990 között a Magyar Eszperantó Szövetség ifjúsági titkára, majd elnökeként dolgozott. 1984-ben Virág Zsuzsannával megalapította a Lingvo Szolgáltató Irodát, melynek 1986–1992 között igazgatója volt. 1986 óta eszperantista. 1987–1989 között a Külkereskedelmi Főiskola diákja volt. 1990-ben kezdeményezte és létrehozta a Magyar Ifjúsági Eszperantó Szövetséget. 1990 óta a magyarországi Kulturális Eszperantó Szövetség alapító-elnöke. 1992–2002 között az Eventoj újság alapító-főszerkesztője volt. 1995-ben létrehozta a Budapesti Eszperantó Házat. 1996 óta a www.eszperanto.hu, és az www.eventoj.hu weboldal működtetője. 1997-ben megalapította a 'Ret-Info' internetes szolgáltatást.
Ő kezdeményezte a híres magyarországi eszperantó találkozót a Nemzetközi Ifjúsági Hetet amelynek egy időben főszervezője is volt. Szintén ő működteti a www.eszperanto-szotar.hu internetes eszperantó szótárt és a www.eszperanto-konyvesbolt.hu Eszperantó könyvküldő szolgálatot. Írt és kiadott több eszperantó tankönyvet, szótárt, nyelvtani segédletet. Működtet még egy egyedülálló fizetős internetes eszperantó tanfolyamot is.

## Művei
- Eszperantó-magyar és magyar-eszperantó szótár (szójegyzék) magántanulók, tanfolyamok és az iskolai oktatás részére; Lingvo-Studio–Kulturális Eszperantó Szövetség közös kiadása, Bp., 1998
- Összefoglaló eszperantó nyelvtan a középfokú állami nyelvvizsgára történő felkészüléshez; Lingvo-Studio–Kulturális Eszperantó Szövetség, Bp., 1999
- Eszperantó – nemzetközi nyelv. Tankönyv magántanulók és tanfolyamok számára; Kulturális Eszperantó Szövetség, Bp., 2004 (Sikeresen az eszperantó nyelvvizsgáig...)
- Eszperantó – nemzetközi nyelv. Munkafüzet magántanulók és tanfolyamok számára; Kulturális Eszperantó Szövetség, Bp., 2013 (Sikeresen az eszperantó nyelvvizsgáig...)

## Fordítás
- Ez a szócikk részben vagy egészben  a   László Szilvási című eszperantó Wikipédia-szócikk fordításán alapul.  Az eredeti cikk szerkesztőit annak laptörténete sorolja fel. Ez a jelzés csupán a megfogalmazás eredetét és a szerzői jogokat jelzi, nem szolgál a cikkben szereplő információk forrásmegjelöléseként.